# إيرتيل
إيرتيل (الروسية: Эртиль) هي إحدى مدن روسيا في الكيان الفدرالي الروسي فورونيج أوبلاست.